# Chaetobranchopsis australis
Chaetobranchopsis australis es una especie de peces de la familia Cichlidae en el orden Perciformes.

## Morfología
Los machos pueden llegar alcanzar los 12 cm de longitud total.

## Hábitat
Es una especie de clima tropical entre 24 °C-29 °C de temperatura. Que comparte su hábitat con Hoplosternum littorale, Parauchenipterus galeatus, Chaetobranchus flavescens, Pterophyllum scalare, Heros efasciatus, Mesonauta guyanae y Hypselecara temporalis

## Distribución geográfica
Se encuentran en Sudamérica: río Paraguay en Brasil y el Paraguay, río Paraná en Argentina y, probablemente también, en la  cuenca del río Amazonas en Bolivia y Brasil.